# The Toolbox Murders
The Toolbox Murders – amerykański dreszczowiec filmowy z 1978 roku w reżyserii Dennisa Donnelly’ego.
Powstał remake filmu: Krwawa masakra w Hollywood Tobe'a Hoopera z 2003 roku.

## Obsada
- Cameron Mitchell jako Vance Kingsley
- Pamelyn Ferdin jako Laurie Ballard
- Kelly Nichols jako Dee Ann
- Don Diamond jako sierżant Cameron
- Wesley Eure jako Kent Kingsley